# Manhattan Beach (Minnesota)
Manhattan Beach – miasto w Stanach Zjednoczonych, w stanie Minnesota, w hrabstwie Crow Wing.